# La Cumbre de Muridores
La Cumbre de Muridores är en ort i Mexiko.   Den ligger i kommunen San Bartolo Tutotepec och delstaten Hidalgo, i den sydöstra delen av landet, 130 km nordost om huvudstaden Mexico City. La Cumbre de Muridores ligger 2 407 meter över havet och antalet invånare är 233.
Terrängen runt La Cumbre de Muridores är varierad. La Cumbre de Muridores ligger uppe på en höjd. Runt La Cumbre de Muridores är det ganska glesbefolkat, med 50 invånare per kvadratkilometer. Närmaste större samhälle är San Bartolo Tutotepec, 14,1 km öster om La Cumbre de Muridores. I omgivningarna runt La Cumbre de Muridores växer i huvudsak blandskog.